# Bistum Santa Marta

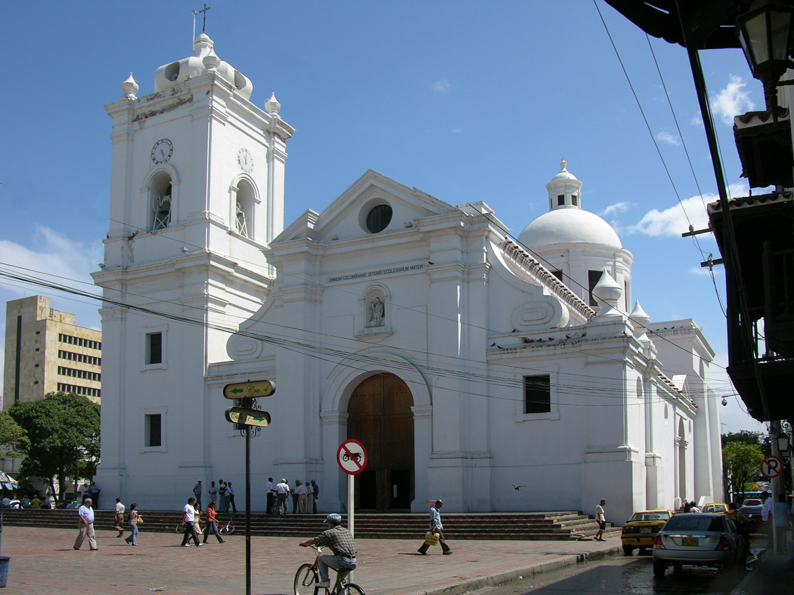
Kathedrale von Santa Marta

Das Bistum Santa Marta (lateinisch Dioecesis Sanctae Marthae, spanisch Diócesis de Santa Marta) ist die älteste Diözese der römisch-katholischen Kirche Kolumbiens mit Sitz in der Stadt Santa Marta.

## Geschichte
Das Bistum Santa Marta wurde am 10. Januar 1534 durch Papst Clemens VII. aus Gebietsabtretungen des Bistums Santo Domingo errichtet. Am 11. September 1562 gab das Bistum Santa Marta Teile seines Territoriums zur Gründung des Bistums Santafé en Nueva Granada ab. Das Bistum Santa Marta gab am 17. Januar 1905 Teile seines Territoriums zur Gründung des Apostolischen Vikariates Guajira ab. Weitere Gebietsabtretungen erfolgten am 26. Oktober 1962 zur Gründung des Bistums Ocaña und am 17. Januar 2006 zur Gründung des Bistums El Banco.
Das Bistum Santa Marta ist dem Erzbistum Barranquilla als Suffraganbistum unterstellt.

## Bischöfe von Santa Marta
- Alfonso de Tobes, 1534–…
- Juan Fernando Angulo, 1536–1542
- Martín de Calatayud OSH, 1543–1548
- Juan de los Barrios OFM, 1552–1564, dann Erzbischof von Santafé en Nueva Granada
- Juan Méndez de Villafranca OP, 1577–1577
- Sebastián Ocando OFM, 1579–1619
- Leonel de Cervantes y Caravajal, 1621–1625, dann Bischof von Santiago de Cuba
- Lucas García Miranda, 1625–1629
- Antonio Corderiña Vega OSA, 1630–1640
- Juan de Espinoza y Orozco OP, 1640–1652
- Francisco de la Trinidad Arrieta OP, 1661–1664, dann Bischof von Popayán
- Melchor de Liñán y Cisneros, 1664–1666, dann Bischof von Popayán
- Lucas Fernández de Piedrahita, 1669–1676, dann Bischof von Panamá
- Diego de Baños y Sotomayor, 1677–1683, dann Bischof von Caracas
- Antonio Monroy Meneses OdeM, 1715–1738
- José Ignacio Mijares Solórzano y Tobar, 1740–1742
- Nicolás Gil Martínez y Malo, 1755–1763
- Agustín Manuel Camacho y Rojas OP, 1764–1771, dann Erzbischof von Santafé en Nueva Granada
- Francisco Javier Calvo, 1771–1773
- Francisco Navarro, 1775–1788
- Anselmo José de Fraga y Márquez, 1790–1792
- José Alejandro de Egües y Villamar, 1792–1796
- Diego Santamaría Cevallos OFM, 1798–1801
- Eugenio de la Santísima Trinidad Sesé CRSA, 1801–1805
- Miguel Sánchez Cerrudo OFM, 1804–1810
- Manuel Redondo y Gómez, 1811–1813
- Antonio Gómez Polanco OFM, 1819–1820
- José María Esteves, 1827–1834, dann Bischof von Antioquía
- José Luis Serrano, 1836–1852
- Bernabé Rojas OP, 1854–1858
- José Romero, 1875–1891
- Rafael Celedón, 1891–1902
- Francisco Simón y Ródenas OFMCap, 1904–1912
- Francisco Cristóbal Toro, 1913–1917, dann Bischof von Antioquía-Jericó
- Joaquín Garcia Benitez CIM, 1917–1942, dann Erzbischof von Medellín
- Bernardo Botero Alvarez CM, 1944–1956, dann Erzbischof von Nueva Pamplona
- Norberto Forero y García, 1956–1971
- Javier Naranjo Villegas, 1971–1980
- Félix María Torres Parra, 1980–1987, dann Erzbischof von Barranquilla
- Hugo Eugenio Puccini Banfi, 1987–2014
- Luis Adriano Piedrahíta Sandoval, 2014–2021
- José Mario Bacci Trespalacios CIM, seit 2021